# Церква святого Миколая (Чуліце)
 
Пам'ятник культури Малопольського воєводства: реєстраційний номер А-179 від 28 грудня 1961 року.
Церква святого Миколая (пол. Kościół św. Mikołaja) — католицька дерев'яна церква, розташована в селі Чуліце гміни Коцмижув-Любожиця Краківського повіту Малопольського воєводства, Польща. Храм входить до переліку об'єктів туристичного маршруту «Шлях дерев'яної архітіектури». Пам'ятник культури Малопольського воєводства.

## Історія та опис
Дерев'яна церква святого Миколая була побудована в 1547 році представниками шляхетського роду Чуліцьких герба Лзава. Храм відноситься до архітектурного стилю, характерного для пізньої готики.
Після свого заснування храм неодноразово ремонтувався. Сучасний інтер'єр відноситься до рубежу XVII і XVIII століть. У головній наві церкви знаходиться вівтар XVIII століття з іконою Пресвятої Діви Марії Розрадниці. Історичне значення також мають розташовані в храмі: надгробок Яна Чуліцького, пізньобарокова купіль хрестильна, літургійна чаша 1673 року і Хресна дорога, що датується XVIII століттям.
28 грудня 1961 року дану культову споруду було внесено до Реєстру пам'яток культури Малопольського воєводства (№ A-179).